# Bronte Campbell
Bronte Campbell (Blantyre, Malawi, 14 de mayo de 1994) es una deportista australiana que compite en natación, especialista en el estilo libre. Su hermana Cate compitió en el mismo deporte.
Participó en cuatro Juegos Olímpicos de Verano, entre los años 2012 y 2024, obteniendo cuatro medallas, oro en Río de Janeiro 2016, en 4 × 100 m libre, dos en Tokio 2020, oro en 4 × 100 m libre y bronce en 4 × 100 m estilos, y oro en París 2024, en 4 × 100 m libre
Ganó diez medallas en el Campeonato Mundial de Natación entre los años 2013 y 2019, y dos medallas de plata en el Campeonato Mundial de Natación en Piscina Corta de 2014.
En 2017 fue condecorada con la Medalla de la Orden de Australia (OAM).

## Palmarés internacional
| Juegos Olímpicos                    | Juegos Olímpicos        | Juegos Olímpicos  | Juegos Olímpicos        |
| Año                                 | Lugar                   | Medalla           | Prueba                  |
| ----------------------------------- | ----------------------- | ----------------- | ----------------------- |
| 2016                                | Río de Janeiro (Brasil) | Medalla de oro    | 4 × 100 m libre         |
| 2020                                | Tokio (Japón)           | Medalla de oro    | 4 × 100 m libre         |
| 2020                                | Tokio (Japón)           | Medalla de bronce | 4 × 100 m estilos       |
| 2024                                | París (Francia)         | Medalla de oro    | 4 × 100 m libre         |
| Campeonato Mundial                  |                         |                   |                         |
| Año                                 | Lugar                   | Medalla           | Prueba                  |
| 2013                                | Barcelona (España)      | Medalla de plata  | 4 × 100 m libre         |
| 2015                                | Kazán (Rusia)           | Medalla de oro    | 50 m libre              |
| 2015                                | Kazán (Rusia)           | Medalla de oro    | 100 m libre             |
| 2015                                | Kazán (Rusia)           | Medalla de oro    | 4 × 100 m libre         |
| 2015                                | Kazán (Rusia)           | Medalla de bronce | 4 × 100 m estilos       |
| 2017                                | Budapest (Hungría)      | Medalla de plata  | 4 × 100 m libre         |
| 2017                                | Budapest (Hungría)      | Medalla de plata  | 4 × 100 m estilos mixto |
| 2017                                | Budapest (Hungría)      | Medalla de bronce | 4 × 100 m estilos       |
| 2019                                | Gwangju (Corea del Sur) | Medalla de oro    | 4 × 100 m libre         |
| 2019                                | Gwangju (Corea del Sur) | Medalla de plata  | 4 × 100 m libre mixto   |
| Campeonato Mundial en Piscina Corta |                         |                   |                         |
| Año                                 | Lugar                   | Medalla           | Prueba                  |
| 2014                                | Doha (Catar)            | Medalla de plata  | 50 m libre              |
| 2014                                | Doha (Catar)            | Medalla de plata  | 4 × 100 m estilos       |